# More Beautiful for Having Been Broken
More Beautiful for Having Been Broken is een Amerikaanse dramafilm uit 2019, geregisseerd door Nicole Conn.

## Verhaal
Een gebroken vrouwelijke FBI-agente, die worstelt met het verlies van haar moeder, wordt geschorst van haar baan en reist ze naar het kleine bergstadje op het platteland dat ze als kind bezocht. Ze raakt bevriend met een vrouw en haar schattige, jonge zoon met speciale behoeften die over een buitengewone gave beschikt. De vriendschap tussen de vrouwen verandert al snel in romantiek, maar familiegeheimen maken de zaken ingewikkelder.

## Rolverdeling
| Acteur              | Personage          |
| ------------------- | ------------------ |
| Zoe Ventoura        | McKenzie De Ridder |
| Kayla Radomski      | Samantha           |
| Cale Ferrin         | Freddie            |
| Bruce Davison       | Colin              |
| French Stewart      | Rodney             |
| Harley Jane Kozak   | Vivienne Pinchot   |
| Brooke Elliott      | Kat                |
| Gabrielle Baba-Conn | Gabrielle Pinchot  |
| Gabrielle Christian | Sasha Pinchot      |
| Kay Lenz            | Cassandra          |

## Productie
Op 24 maart 2020 werd aangekondigd dat Vision Films de wereldwijde distributierechten voor de film heeft verworven.

## Release
De film ging in première op 30 juni 2019 op het Frameline Film Festival in San Francisco Bay Area.

## Prijzen en nominaties
| Jaar                                  | Prijs                            | Categorie                       | Genomineerde(n) | Uitslag  |
| ------------------------------------- | -------------------------------- | ------------------------------- | --------------- | -------- |
| 2020                                  | Southeast Regional Film Festival | Beste speelfilm                 | Nicole Conn     | Gewonnen |
| 2020                                  | Southeast Regional Film Festival | Beste actrice - drama           | Zoe Ventoura    | Gewonnen |
| 2020                                  | Southeast Regional Film Festival | Beste kindacteur/actrice        | Cale Ferrin     | Gewonnen |
|                                       | International Ind Film Festival  | Beste film                      | Beste film      | Gewonnen |
| LA Femme Film Festival                | Gewonnen                         | Beste film                      | Beste film      |          |
| Los Angeles Independent Film Festival | Gewonnen                         | Beste film                      | Beste film      |          |
| Los Angeles Independent Film Festival | Beste regisseur                  | Nicole Conn                     | Gewonnen        |          |
| Los Angeles Independent Film Festival | Beste actrice                    | Zoe Ventoura                    | Gewonnen        |          |
| Los Angeles Independent Film Festival | Beste acteur                     | Cale Ferrin                     | Gewonnen        |          |
| Los Angeles Independent Film Festival | Beste montage                    | Nicole Conn & David C. Eichhorn | Gewonnen        |          |
| Los Angeles Independent Film Festival | Beste originele filmmuziek       | Nami Melumad                    | Gewonnen        |          |
| White Light City Film Festival        | Beste film                       | Beste film                      | Gewonnen        |          |